# ARB CFeh 2/4 11–14
In den Jahren 1949 bis 1967 stellte die Arth-Rigi-Bahn (ARB) vier Zahnrad-Triebwagen CFeh 2/4 11–14 in Betrieb. Die Triebwagen werden heute von den Rigi-Bahnen als BDhe 2/4 bezeichnet, Nr. 14 bereits seit Ablieferung.

## Geschichte
Die Triebwagen der Rigi-Bahnen (RB) wurden 1947 von der damaligen Arth-Rigi-Bahn (ARB) bestellt. Dies wurde nötig, weil moderne und leistungsfähige Fahrzeuge gebraucht wurden, die im zeitweise sehr starken Stossverkehr auch in der Lage waren, bergseits einen Steuerwagen oder Vorstellwagen zu schieben. Die SLM wurde mit der Konstruktion und der Ausführung der mechanischen und wagenbaulichen Teilen betraut. Die SAAS lieferte und montierte die elektrische Ausrüstung. Im Juli und August 1949 wurden die ersten beiden Triebwagen abgeliefert. 1952 wurde ein dritter Triebwagen in Auftrag gegeben, der im Jahre 1954 abgeliefert wurde.
In den Jahren 1958 bis 1960 wurden drei Steuerwagen Bt beschafft, die die bisher verwendeten Vorstellwagen ablösen sollten. Sie wurden von SWS und SAAS gebaut. Die ersten zwei Pendelzüge konnten in der Wintersaison 1958/59 in Betrieb genommen werden. Der dritte Steuerwagen Bt 23 folgte 1960.
Im Januar 1964 wurde der Auftrag zur Lieferung einer weiteren Pendelzugeinheit mit dem BDhe 2/4 14 und dem Bt 24 erteilt. Der Triebwagen wurde gegenüber seinen Vorgängern neu konstruiert. So ist der Kasten etwas länger und der Innenausbau wies verschiedene Änderungen auf. Er wurde im Jahr 1967 abgeliefert.

## Technisches
Die zweiachsigen Drehgestelle mit den Motoren und den Bremsen sind jeweils auf einer Achse angetrieben. Die Buchstabenfolge «he» bedeutet, dass es sich um ein reines elektrisches Zahnradfahrzeug handelt.
Im Winter werden jeweils an den Seitenwänden der Trieb- und Steuerwagen Halterungen angebracht, damit Ski aussen am Fahrzeug verstaut werden können.

## Umbauten
Im Jahr 1992 wurde der Triebwagen 11 durch Ramseier & Jenzer und die ARB umgebaut. Der Wagenkasten wurde einer totalen Innen- und Aussenrenovation unterzogen. Der Triebwagen erhielt anstelle des Scherenstromabnehmers einen Einholm-Stromabnehmer sowie eckige Scheinwerfer statt runde Lampen. Ebenso erhielt der Triebwagen den neuen Anstrich.

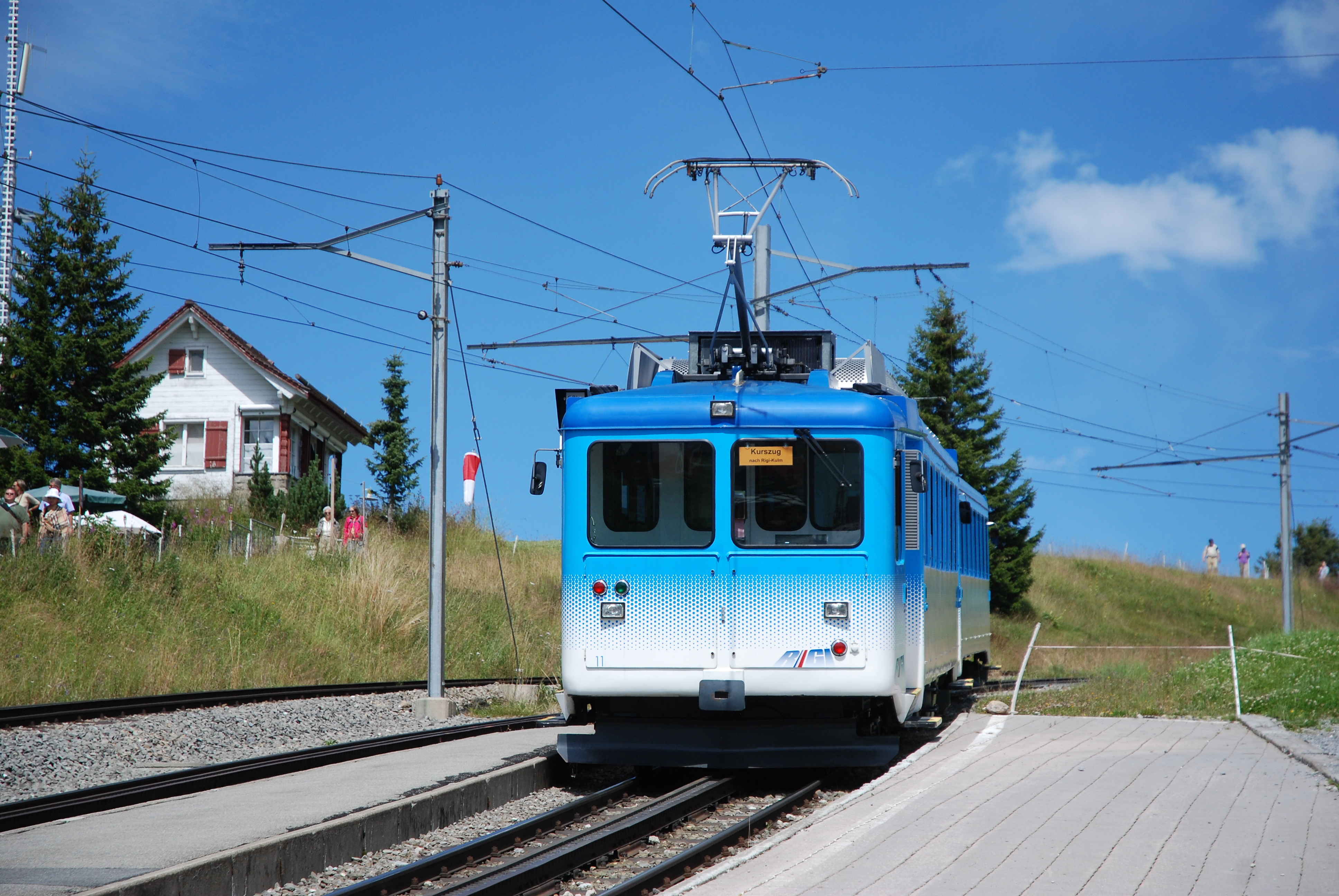
RB BDhe 2/4 11 mit Einholm-Stromabnehmer und eckigen Scheinwerfern.

## Farbgebung
Die ursprüngliche Farbgebung war weiss im Fensterbereich und blau mit einer feinen weissen Zierlinie. In den Jahren 2005 bis 2006 wurde die Farbgebung analog dem bereits seit seinem Umbau im Jahr 1992 neu lackierten BDhe 2/4 11 auch bei den drei anderen Triebwagen angepasst, neu war der Fensterbereich hellblau, gegen den Wagenboden weiss mit auslaufenden hellblauen Punkten. Man bezeichnet den neuen Anstrich auch als «Schneeflöckli-Anstrich».
Der BDhe 2/4 12 und der dazugehörige Steuerwagen wurden 2022 in den historischen Zustand von 1949 zurückversetzt.

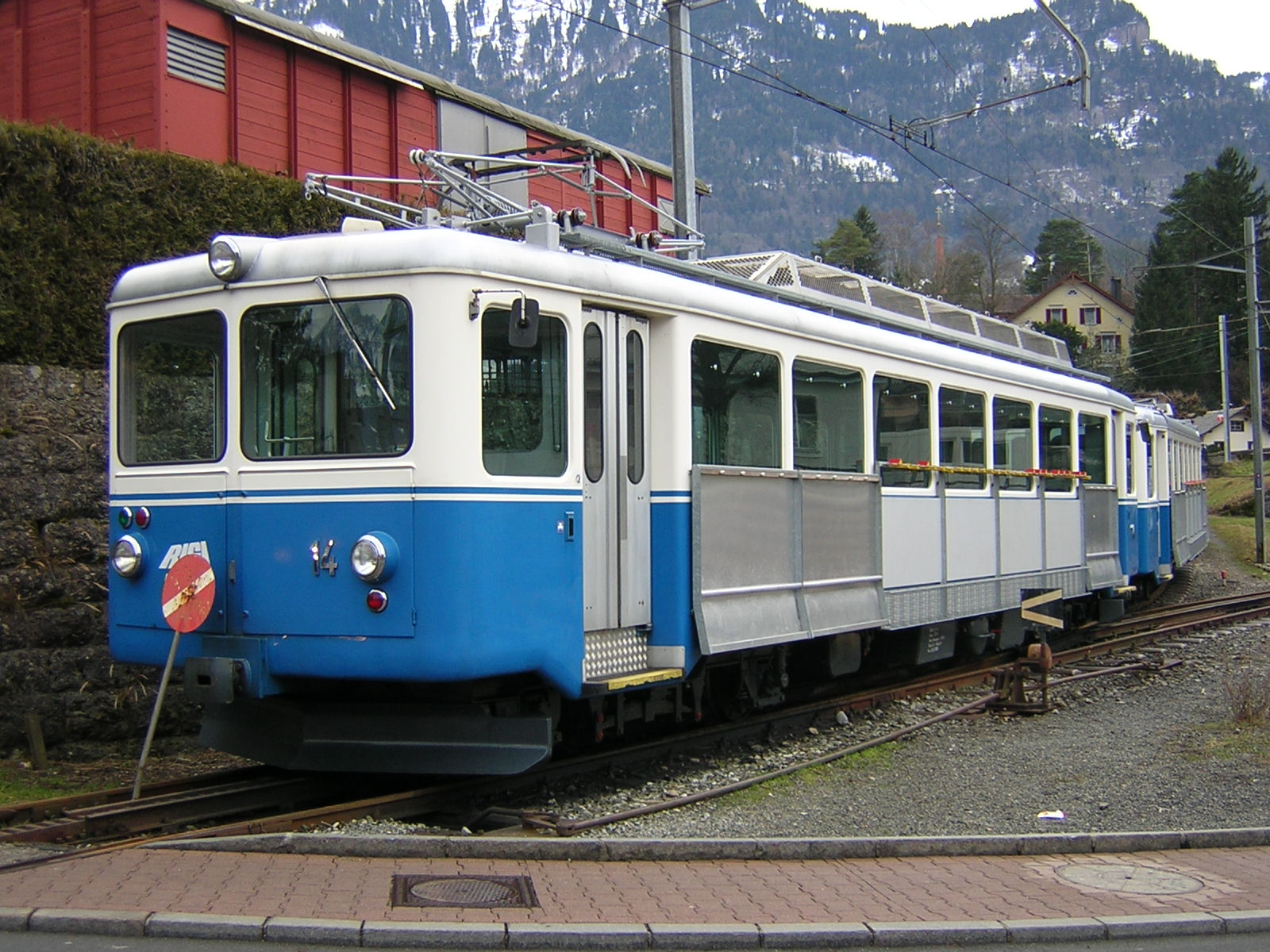
RB BDhe 2/4 14 in der alten Farbgebung mit montierten Skiträgern.